# 고재형 (가수)
고재형(高在亨, 1975년 3월 6일 - )은 음악 그룹 엑스라지에 속해있는 가수이다. 소속사는 모노 엔터테인먼트이다.

## 작품

### 음반
- 1집 〈Their First Thing〉
- 2집 〈Chapter 2〉